# Aparat polowy TAI-43MR

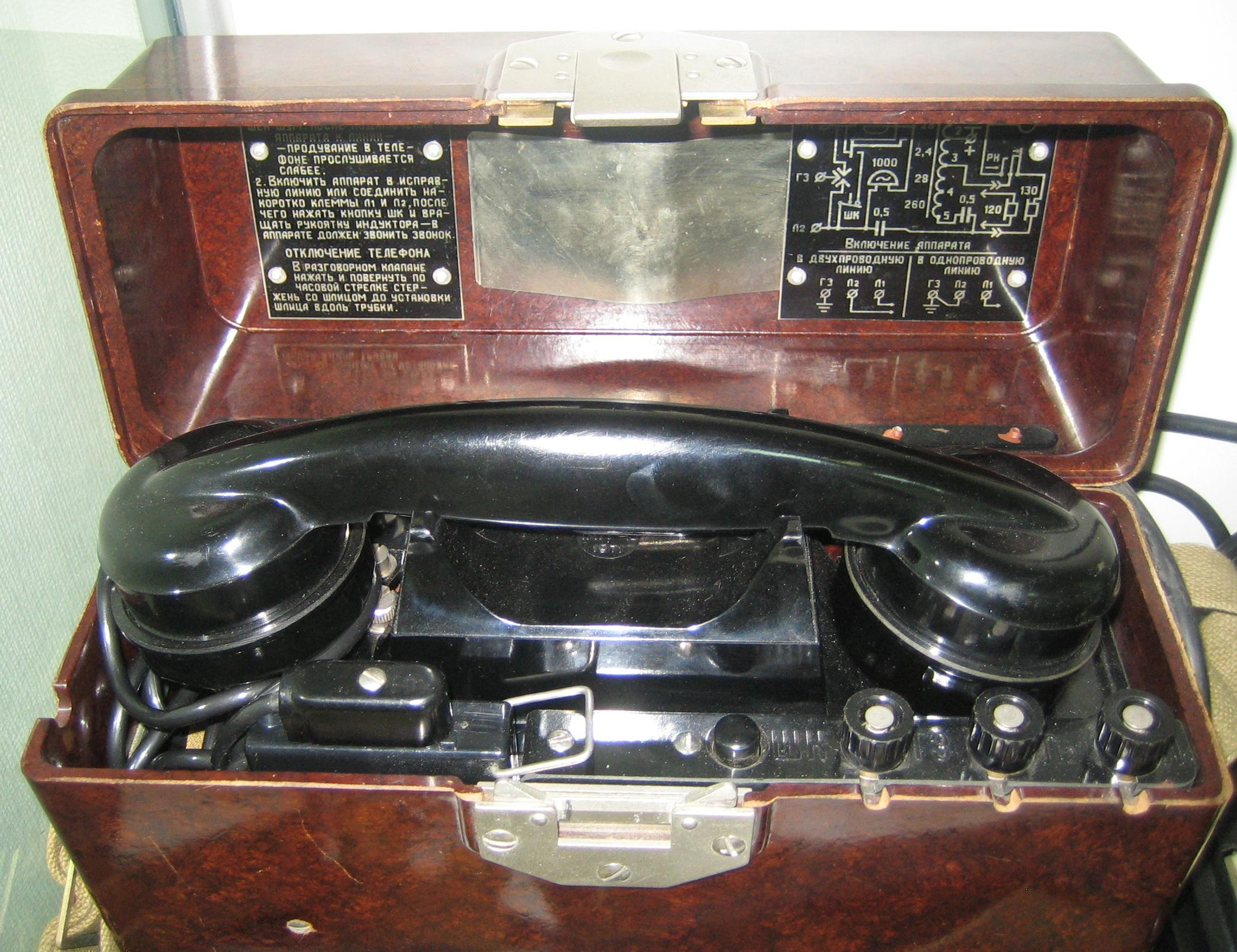
ТAI-43 w osłonie bakelitowej

Aparat telefoniczny TAI-43MR – telefon polowy stosowany między innymi w ludowym Wojsku Polskim.

## Charakterystyka
Polowy aparat telefoniczny TAI-43MR jest przeznaczony do nawiązywania łączności telefonicznej przy wykorzystaniu linii przewodowych oraz łączy radiowych i radioliniowych. Jest to aparat systemu MB (miejscowej baterii) z wywołaniem induktorowym. Aparat jest zasilany suchym ogniwem typu 3S lub podobnym o napięciu 1,5 V. Aparat ma możliwość zdalnego sterowania radiostacją.
Dane techniczne
Aparat zapewnia łączność telefoniczną na następujących odległościach:
- z wykorzystaniem polowych linii kablowych
  - z kablem typu PKL – do 20 km,
  - z kablem PKA – do 45 km,
  - z kablem PKD – do 60 km;
- z wykorzystaniem linii stałych o przewodach z drutu stalowego
  - o średnicy 3 mm – do 150 km,
  - o średnicy 4 mm – od 150 do 200 km.

Ciężar aparatu bez ogniw wynosi  4 kg.

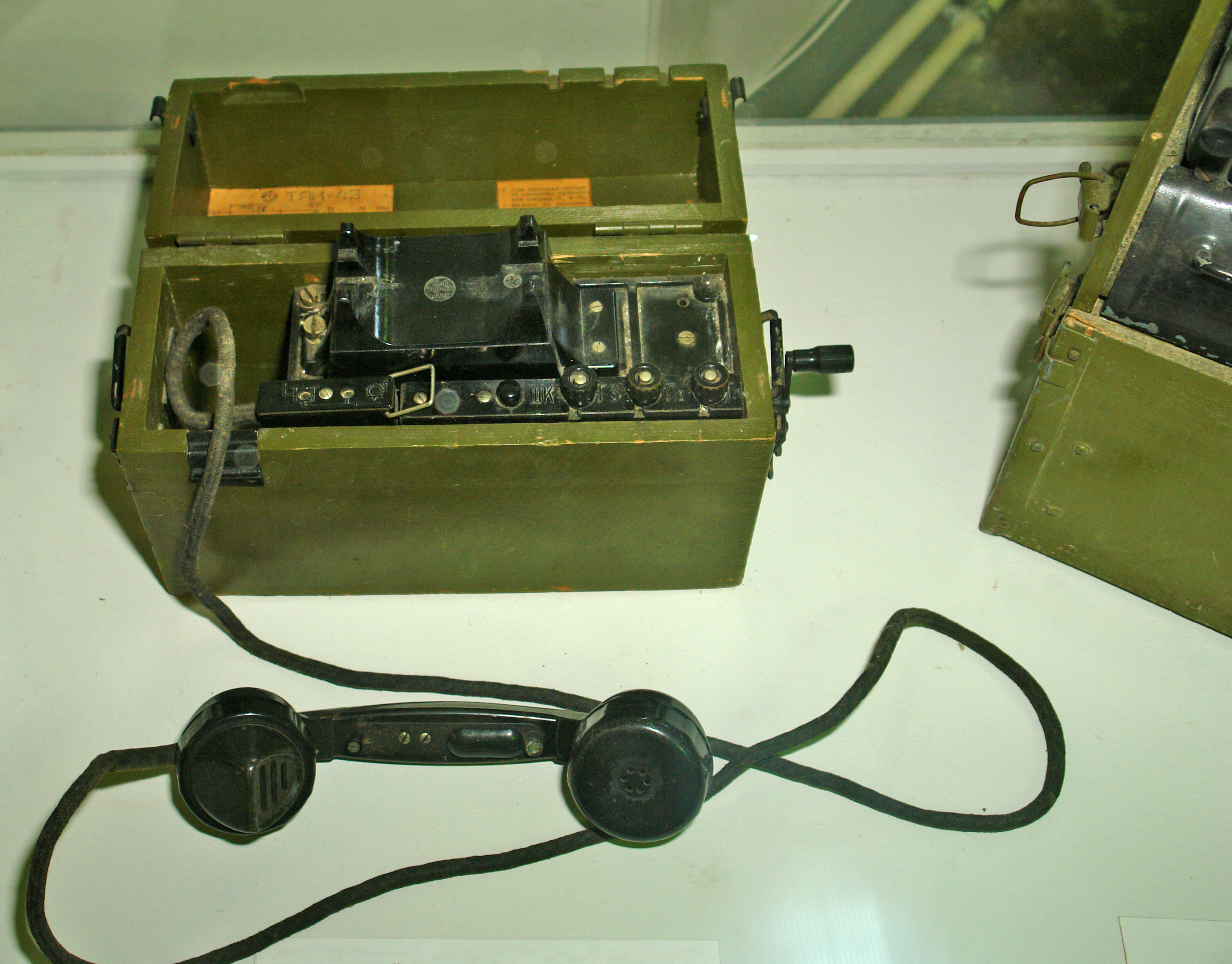
ТAI-43 w osłonie drewnianej

Budowa
W skład kompletu wchodzi:
- skrzynka,
- płyta montażowa,
  - na zewnętrznej stronie płyty znajdują się:
    - pokrywa zamykająca komorę na ogniwo,
    - trzy zaciski oznaczone literami L1, L2 i L3 służące do podłączenia linii,
    - jeden zacisk oznaczony literą Z  do podłączenia uziemienia,
    - przycisk kontrolny,
    - trzy wtyki, na które nakłada się wtyczkę sznura mikrotelefonu.
- mikrotelefon,
  - mikrotelefon właściwy,
  - słuchawka,
  - przycisk mikrofonowy,
  - sznur z wtyczką.